# Donimalai Township
Donimalai Township là một thị trấn thống kê (census town) của quận Bellary thuộc bang Karnataka, Ấn Độ.

## Nhân khẩu
Theo điều tra dân số năm 2001 của Ấn Độ, Donimalai Township có dân số 6555 người. Phái nam chiếm 52% tổng số dân và phái nữ chiếm 48%. Donimalai Township có tỷ lệ 80% biết đọc biết viết, cao hơn tỷ lệ trung bình toàn quốc là 59,5%: tỷ lệ cho phái nam là 86%, và tỷ lệ cho phái nữ là 74%. Tại Donimalai Township, 10% dân số nhỏ hơn 6 tuổi.